# Alferio Pappacarbone
Saint Alferio Pappacarbone (né vers 930 à Salerne et mort le 12 avril 1050 à l'abbaye de Cava) est un religieux catholique italien du Moyen Âge, vénéré comme un saint par l'Église catholique et dans les mémoires comme le fondateur de l'abbaye de la Sainte Trinité de Cava.

## Biographie
Né d'une famille noble lombarde, Alferio a été envoyé comme ambassadeur par son prince (Guaimar III de Salerne) auprès de l'empereur Henri II solliciter une aide militaire contre les Byzantins qui menaçaient les frontières de la Principauté de Salerne.
Ayant atteint les Alpes, il tomba très malade et demanda l'hospitalité au monastère de Chiusa di San Michele ; il promit que s'il se remettait, il renoncerait à sa carrière diplomatique et deviendrait un religieux bénédictin. Une fois guéri, il respecta sa promesse et adopta l'habit de Saint Benoît de Nursie, dans la grande abbaye de Cluny en France, vers l'an 991 où il a été ordonné prêtre.
Cependant après un peu moins d'une année, Guaimar III, prince de Salerne, le rappela à lui pour réformer les nombreux monastères de cet état. Alferio se mit à l'œuvre, mais après un certain temps, se sentant attiré par une vie de solitude, il quitta secrètement Salerno et se réfugia dans une grotte au pied du mont Finestra, aujourd'hui dans la ville de Cava de' Tirreni. Ici, avec deux compagnons, il s'adonna complètement à la prière, à la pénitence et au travail manuel.
Il mourut le 12 avril 1050 (Jeudi Saint), à l'âge de 120 ans (sic), après avoir fêté les services liturgiques, stimulé par une vision supposée du Rédempteur qui aurait prédit sa mort imminente.
Il a été enterré dans la grotte même, qui depuis lors est devenue le cœur de l'Abbaye de Cava.